# دینامیک ایرلاینز
دینامیک ایرلاینز (به انگلیسی: Dynamic Airlines) یک شرکت هواپیمایی است که در ۱۹۸۰ میلادی تأسیس شده‌است. دفتر مرکزی دینامیک ایرلاینز در هلند واقع شده‌است و قطب این شرکت هواپیمایی در فرودگاه روتردام دی‌هیگ قرار دارد.